# Elapoidis
Elapoidis — рід змій родини полозових (Colubridae). Представники цього роду мешкають в Індонезії і Малайзії.

## Види
Рід Elapoidis нараховує 2 види:
- Elapoidis fusca (Boie, 1826)
- Elapoidis sumatrana (Bleeker, 1860)